# Deir ez-Zor (ciudad)
Deir ez-Zor, transcrito como Dayr az-Zawr, Al-Zur y otras variantes de Deir (en árabe: دَيْرُ ٱلزَّوْرِ/دَيْرُ ٱلزُّور‎, romanizado: Dayru z-Zawr/Dayru z-Zūr; en siríaco clásico: ܕܝܪܐ ܙܥܘܪܬܐ, romanizado: Deyro Z’erto; en armenio: Զօր Տէր/Զոր Դեր, romanizado: Zor Ter/Zor Der) es una ciudad en el noreste de Siria, construida sobre las márgenes del río Éufrates y es la capital de la Gobernación de Deir ez-Zor, se encuentra a 450 km de la capital del país, Damasco. Según el censo del año 2004, tenía 239 000 habitantes en la zona metropolitana, de ellos 60 % son musulmanes y 40 % son cristianos. Esta ciudad es famosa por el puente colgante de Deir ez-Zor (en árabe: الجسر المعلق) que cruza el Éufrates, se terminó de construir en el año 1927.

## Economía
En los alrededores rurales, se encuentra una zona muy próspera para la cría de ganado y existen cultivos de cereales y algodón. 
Desde el descubrimiento de petróleo liviano en el desierto de Siria, la ciudad de Deir ez-Zor se ha convertido en un centro de operaciones de las empresas petroleras, para la extracción del petróleo. Además se explota el turismo, con buenas instalaciones, al estilo tradicional de la ribera francesa, ofrece restaurantes y hoteles de 5 estrellas, Deir ez-Zor está situado a 85 km al noroeste de los restos arqueológicos de Dura Europos y a 120 km al noroeste de los restos de la antigua ciudad de Mari, cerca de la ciudad se trabajan minas de sal.

## Historia

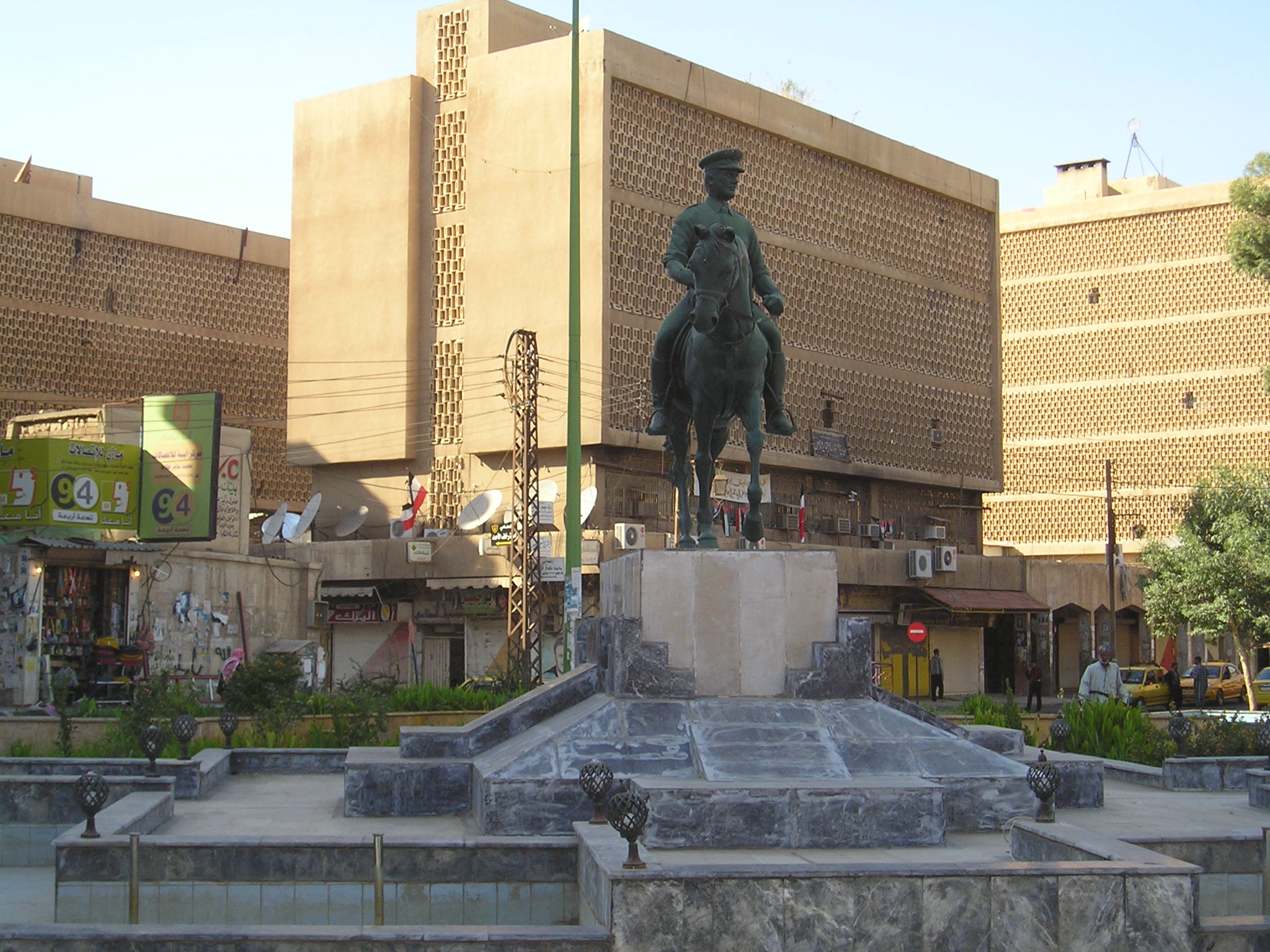
Deir ez-Zor.

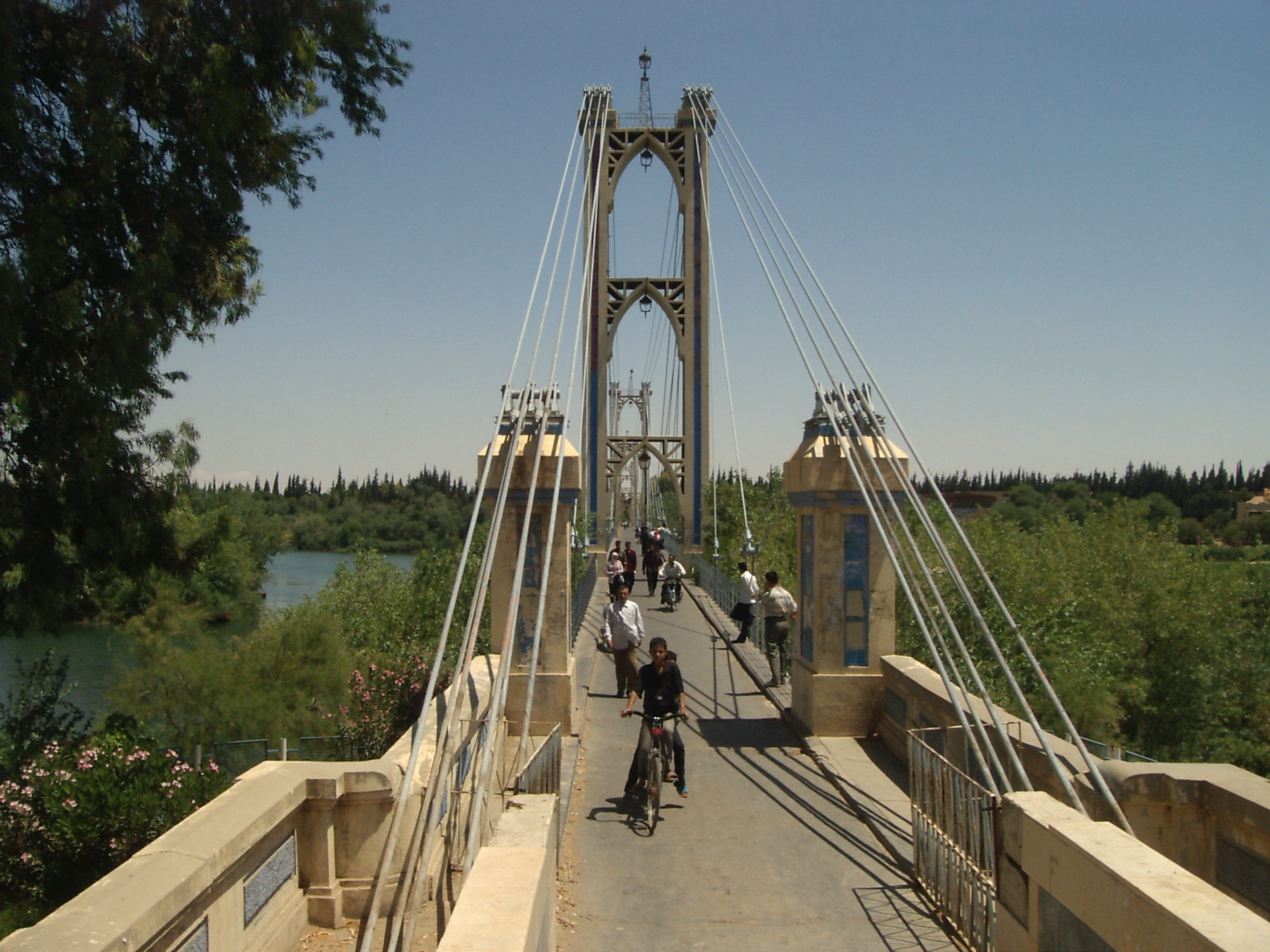
El puente colgante de Deir ez-Zor

El territorio perteneció a Acadia, Asiria, Babilonia, el Imperio persa, Macedonia, el Imperio seléucida, Armenia y Roma. Su nombre antiguo fue Auzara, que derivó en Azuara. Bajo el Imperio romano fue un centro comercial en el río. Forma parte del reino de Palmira por un tiempo estando dentro de los dominios de Zenobia. Conquistada por los árabes con el resto de Siria, cogido el nombre de al-Zor, y luego Deir el-Zor que quiere decir "monasterio de los Tamarita", seguramente por un monasterio cristiano; fue dominio de los omeyas, abbasíes, hamdánidas, bizantinos, ayubíes y mamelucos, y fue finalmente destruida por los mongoles en el siglo XIII. 
Reconstruida por los otomanos en 1867, fue capital de un sanjacado y más tarde de una muhafazat. Es famosa por haber sido punto clave en las matanzas del genocidio armenio de 1915, un monumento conmemorativo se ha erigido en la ciudad en recuerdo de los hechos.  Después del período transitorio que siguió a la Primera Guerra Mundial, y de ser parte del Reino de Siria de Faisal, Francia ocupó la ciudad en 1921 y estableció una guarnición importante. Los franceses construyeron un famoso puente colgante sobre el río Éufrates en 1930 de 450 metros de largo, terminado en 1931. Los británicos derrotaron a los franceses colaboracionistas cerca de Deir ez-Zor durante la campaña de Siria y Líbano de 1941, que dio el poder al gobierno de la llamada Francia Libre. El 6 de septiembre de 2007 Israel bombardeó la zona por sospechar que había materiales nucleares de Corea del Norte.  

### Guerra Civil Siria
Deir ez-Zor se convirtió en una de las primeras ciudades que se manifestaron al comienzo de la guerra civil siria el 15 de marzo de 2011.Un mes más tarde se derribó la escultura de Basil al-Assad, provocando la reacción de las fuerzas gubernamentales que se habían mostrado cautas por la presencia de armas custodiadas desde la guerra de Irak.El gobierno volvió a controlar la ciudad en agosto de 2011, pero el Ejército Libre Sirio conquistó la ciudad en junio de 2012. La ciudad fue víctima de devastadores bombardeos y escenario de potentes ataques entre el gobierno y los rebeldes. Cerca de 4000 personas, en su mayoría civiles, fallecieron en la ciudad por el conflicto y otras 550 000 huyeron desesperadamente hacia Turquía u otros países para salvarse. 

#### Control parcial del Estado Islámico
A comienzos de 2014 fue asediada por el Estado Islámico. Deir ez-Zor estaba devastada y era prácticamente una ciudad fantasma desolada por la guerra, Dáesh llegó a controlar la mitad de la ciudad, mientras que la otra mitad permaneció bajo el control de las fuerzas del gobierno sirio que, junto a la población, resistió el asedio recibiendo refuerzos y suministros por vía aérea exclusivamente.
En Deir Ez-zor vivían 300 familias cristianas antes de la guerra civil, pero todas ellas huyeron de la ciudad cuando los yihadistas del Frente Al-Nosra se hicieron con el control de los distritos orientales. Los yihadistas se aseguraron de destruir todo rastro de presencia cristiana en la ciudad. Todos los lugares de culto fueron saqueados y destruidos, incluido el memorial armenio, que albergaba los restos de las víctimas del genocidio armenio de 1915.

#### Control gubernamental
El 5 de septiembre de 2017 las tropas del ejército árabe sirio, avanzando desde Al-Sukhnah, rompieron el asedio llevado a cabo por el Estado Islámico de Irak y el Levante, tras más de 3 años en la ciudad. Generales del ejército destacaron que una vez se reconquistara toda la gobernación de Deir ez-Zor, el Estado Islámico de Irak y el Levante caería en Siria. Finalmente, la ciudad fue totalmente liberada del grupo yihadista el 3 de noviembre de 2017.

#### Control rebelde
El 6 de diciembre de 2024, las fuerzas gubernamentales se retiraron de la ciudad durante el colapso del régimen de Al-Ásad. Las kurdas Fuerzas Democráticas Sirias aprovecharon para apoderarse de la ciudad. Sin embargo el control kurdo apenas duró unos días, pues el 11 de diciembre los rebeldes (mayoritariamente árabes suníes), ya establecidos como gobierno de transición, conquistaron la urbe.